# Typhula

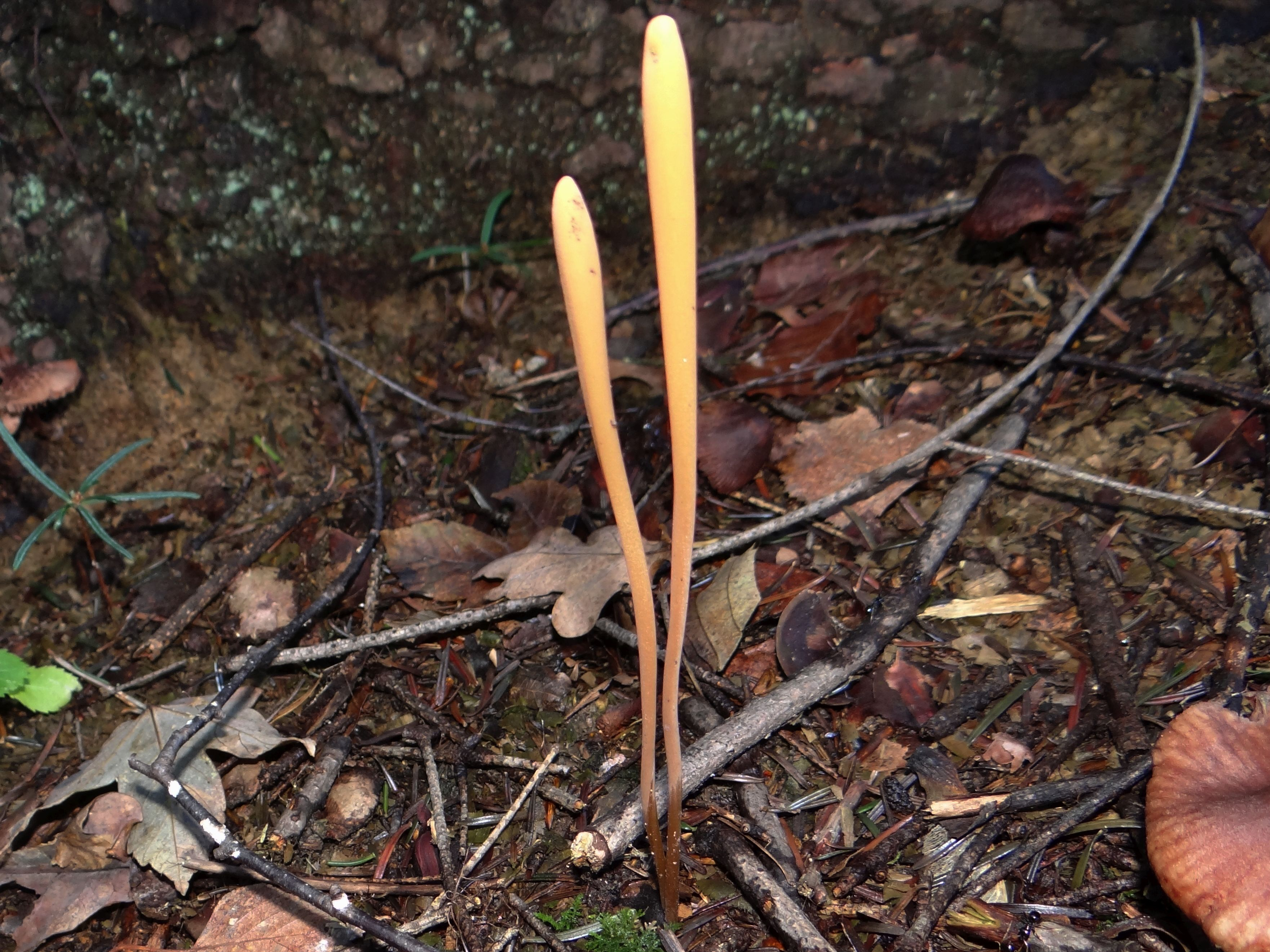
Pałecznica rurkowata

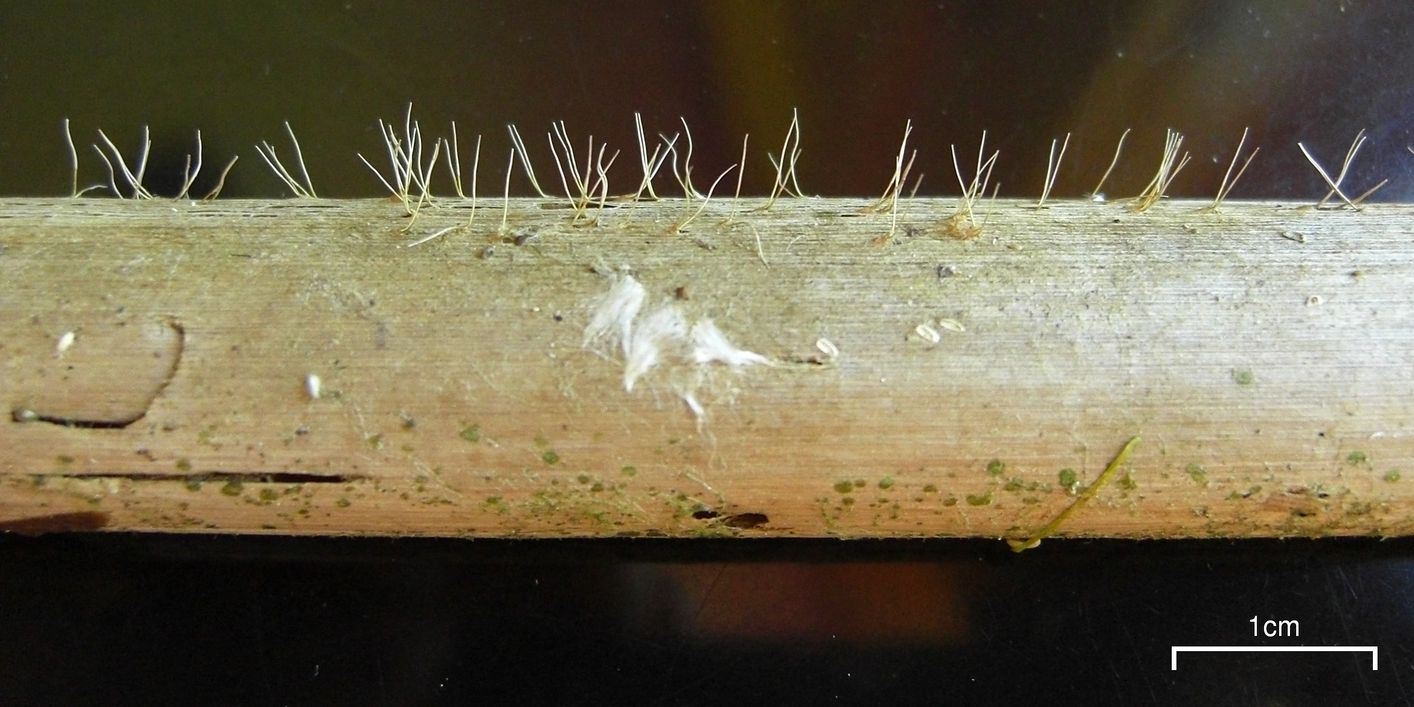
Typhula sp. na łodyżce rośliny

Typhula (Pers.) Fr. (pałecznica) – rodzaj grzybów z rodziny pałecznicowatych (Typhulaceae).

## Charakterystyka
Są to głównie grzyby saprotroficzne występujące na martwych łodygach roślin zielnych, łodygach paproci, traw, opadłych liściach i szczątkach drzewnych. Niektóre gatunki występują na szerokiej gamie roślin żywicielskich, inne wydają się być specyficzne dla żywiciela. Kilka gatunków jest lub może stać się fakultatywnymi (oportunistycznymi) pasożytami upraw i traw darniowych, powodując choroby o nazwie pałecznica traw i pałecznica zbóż i traw.
Większość gatunków opisano w północnej strefie umiarkowanej, w tropikach lub na półkuli południowej są one rzadsze, ale być może wynika to z tego powodu, że prowadzono tam niewiele badań gatunków tego rodzaju.
Bazydiokarpy (owocniki) wyrastają pojedynczo lub pojedynczo ze sklerocjum lub bezpośrednio z podłoża. Mają kształt od nitkowatego do maczugowatego, zazwyczaj z wyraźnym, sterylnym trzonem i płodną główką, zwykle białą, u niektórych gatunków płowożółtą do różowej. Sklerocja (jeśli występują) są kuliste lub soczewkowate, twarde i zrogowaciałe, o barwie od żółtobrązowej do czarnobrązowej. System strzępkowy monomityczny, strzępki ze sprzążkami lub bez. Na podstawkach powstaje od 2 do 4 gładkich, bezbarwnych i amyloidalnych lub nieamyloidalnych bazydiospor.

## Systematyka i nazewnictwo
Pozycja w klasyfikacji według Index Fungorum: Typhulaceae, Agaricales, Agaricomycetidae, Agaricomycetes, Agaricomycotina, Basidiomycota, Fungi.
Synonimy nazwy naukowej: Clavaria? Typhula Pers., Cnazonaria Corda, in Sturm, Phacorhiza Pers.
Polską nazwę nadał Stanisław Chełchowski w 1898 r. W polskim piśmiennictwie mykologicznym należące do tego rodzaju gatunki opisywane były także jako macnik lub słupówka.
Gatunki występujące w Polsce:
- Typhula abietina (Fuckel) Corner 1950 – pałecznica iglakolubna
- Typhula contorta (Holmsk.) Olariaga 2013 – pałecznica skręcona[5]
- Typhula corallina Quél. 1883[6]
- Typhula crassipes Fuckel 1870 – pałecznica koralowata
- Typhula culmigena (Mont. & Fr.) Berthier 1976 – pałecznica trójkątno-sercowato-zarodnikowa
- Typhula erythropus (Pers.) Fr. 1818 – pałecznica czerwonawa
- Typhula fistulosa (Holmsk.) Olariaga – pałecznica rurkowata[5]
- Typhula incarnata Lasch 1838 – pałecznica trawowa[7]
- Typhula ishikariensis S. Imai 1930 – pałecznica trawolubna
- Typhula juncea (Alb. & Schwein.) P. Karst 1882 – tzw. buławniczka sitowata[8]
- Typhula micans (Pers.) Berthier 1976 – pałecznica fioletowawa
- Typhula ovata (Pers.) J. Schröt. 1888[9]
- Typhula phacorrhiza (Reichard) Fr. 1818 – pałecznica grubonasadowa
- Typhula pusilla (Pers.) J. Schröt. 1888 – pałecznica maleńka
- Typhula quisquiliaris (Fr.) Henn. 1896 – pałecznica orlicowa
- Typhula sclerotioides (Pers.) Fr. 1838 – pałecznica sklerotowa
- Typhula setipes (Grev.) Berthier 1976 – pałecznica szczecinkowotrzonowa
- Typhula spathulata (Corner) Berthier 1976[10]
- Typhula subvariabilis Berthier 1974 – pałecznica nalistna
- Typhula todei Fr. 1815 – pałecznica paprociowa
- Typhula trifolii Rostr. 1890 – pałecznica koniczynowa[11]
- Typhula uncialis (Grev.) Berthier 1976 – pałecznica łodygowoogonkowa
- Typhula variabilis Riess 1850 – pałecznica zmienna

Nazwy naukowe na podstawie Index Fungorum. Wykaz gatunków i nazwy polskie według Władysława Wojewody, jeśli nie podano innej adnotacji.